# Vietnams järnvägar

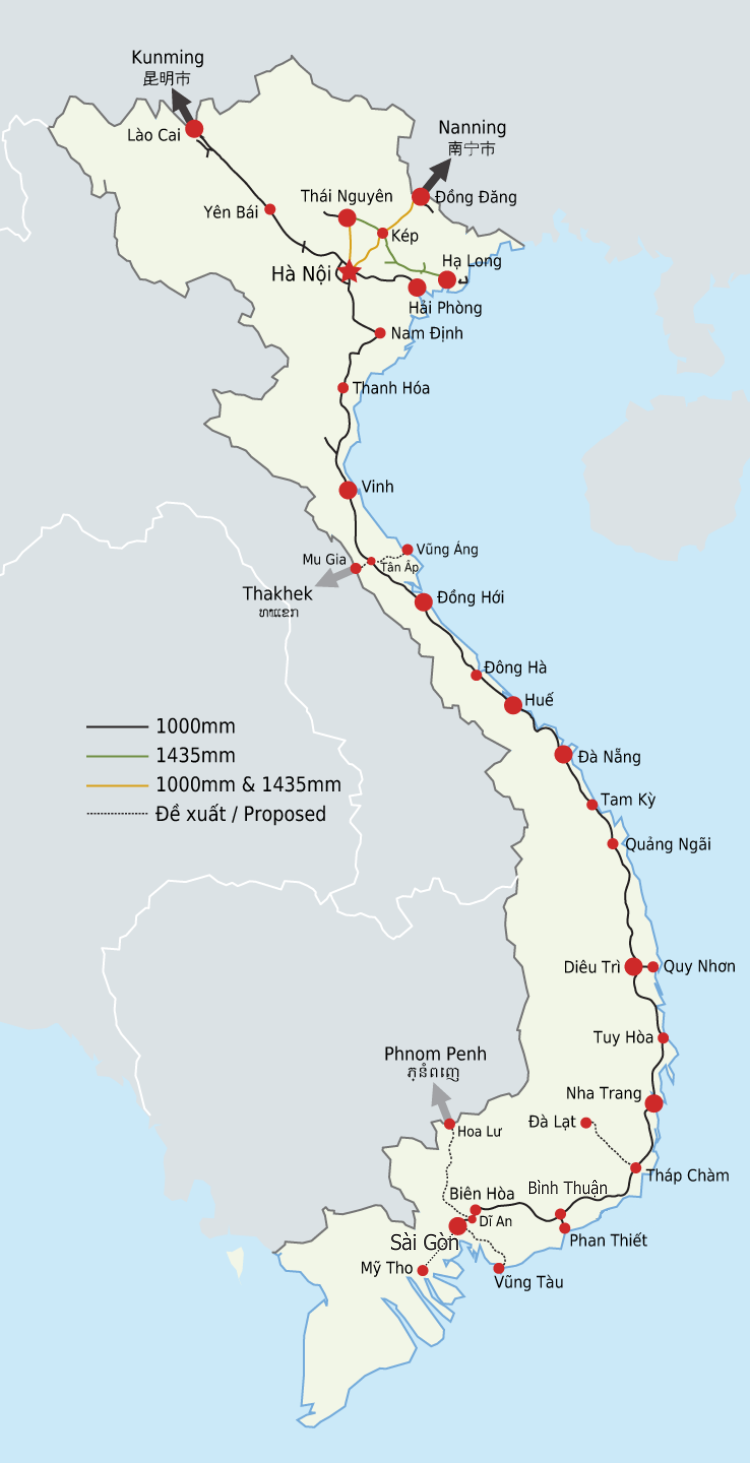
Vietnam Railway Map

Vietnams Järnvägar (Đường sắt Việt Nam) (förkortat VNR) är ett statligt järnvägsbolag i Vietnam. Nord-Syd järnvägen är 1600 kilometer enkelspår mellan Hanoi och Ho Chi Minh-staden. Denna bana är smalspårig (meterspår) och byggdes under det franska kolonialstyret på 1880-talet. Mellan 1904 och 1910 byggdes Yunnan–Vietnam-järnvägen som sammanbinder Hai Phong och Hanoi i Vietnam med Kunming i Kina. Det finns också en normalspårig bana från Hanoi till Kina och vidare till Beijing.

## Problem
Järnvägarna skadades under Vietnamkriget och underhållet är eftersatt. På många sträckor är hastigheten begränsad till 60 km/h. Ingen del av järnvägsnätet är elektrifierat. 
Landets transportsystem ingår i en kontinuerlig infrastruktursatsning. Nord-Sydlinjen från Hanoi till Ho Chi Minh-staden byggs successivt om till normalspår. Dagliga godstransporter går numera på järnväg och persontrafiken uppskattas både av lokalbefolkning och turister.

## Projekt
År 2005 godkände parlamentet att utländska investerare ska bjudas in för att investera i Vietnams järnvägar.
Långsiktiga planer:
- Normalspår på hela linjen Hanoi till Ho Chi Minh-staden.
- Ny internationell linje från Lộc Ninh till Pnom Penh och vidare till Bangkok och Singapore.
- En 6 kilometer lång tågtunnel mellan Da Nang och Hué i centrala Vietnam.

## Översikt

### Spårvidd
Det finns två spårvidder i Vietnam och omkring Hanoi treskensspår.
| Spår         | Spårvidd mm | Längd km |
| ------------ | ----------- | -------- |
| Smalspår     | 1000        | 2169     |
| Normalspår   | 1435        | 178      |
| Treskensspår | 1000/1435   | 237      |

### Linjer
Nord-Sydlinjen
Hanoi-Beijing
Regionala linjer

### Järnvägsknut
Järnvägsknutar och större städer vid järnvägen:
- Hanoi
- Haiphong
- Vinh
- Dong Hoi
- Hué
- Da Nang
- Nha Trang
- Ho Chi Minh-staden
- Loc Ninh

### Rullande materiel
- 331 diesellokomotiv
- 34 ånglokomotiv.
- 852 personvagnar
- 3922 godsvagnar

## Galleri

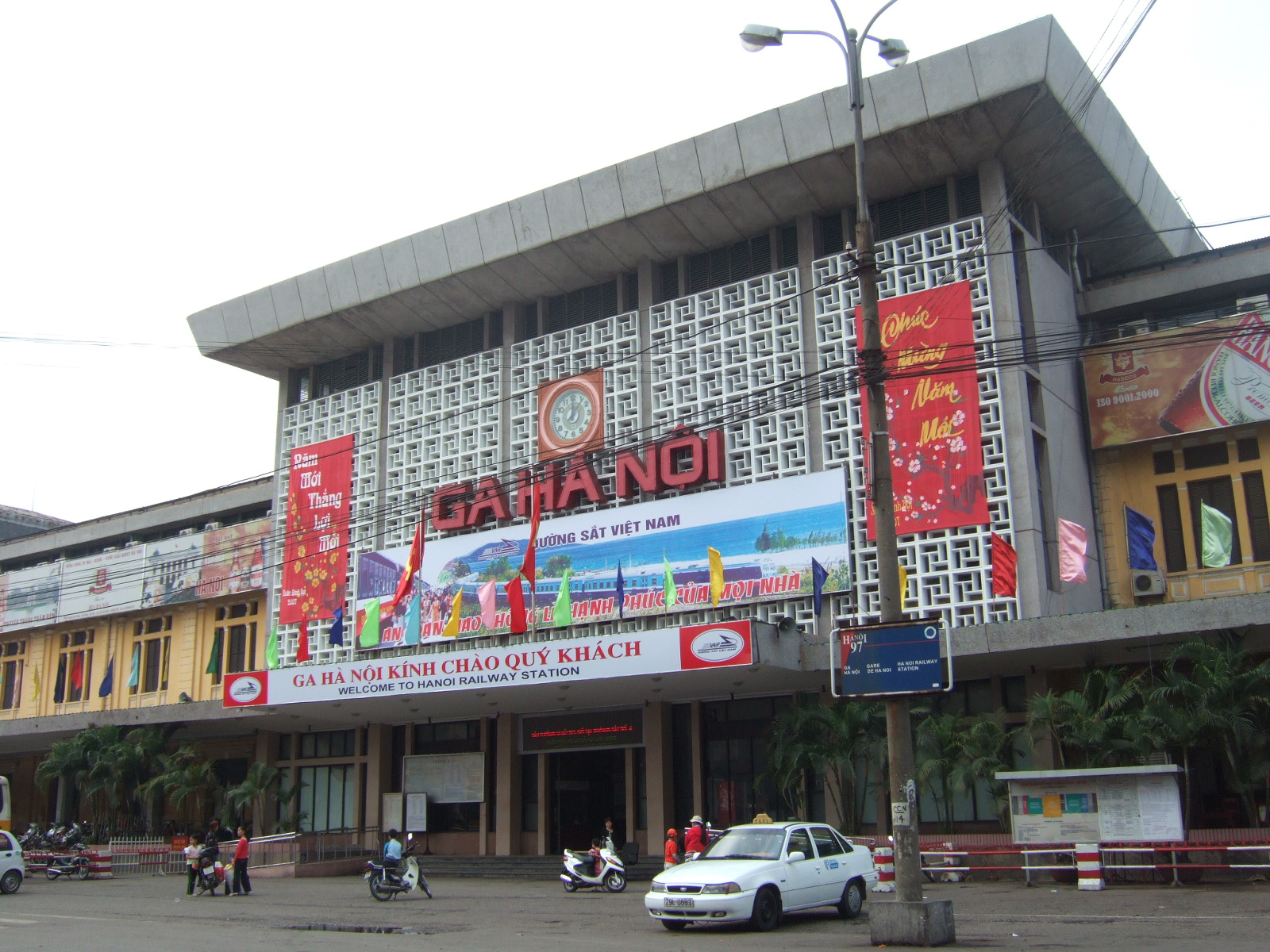
Station i Hanoi
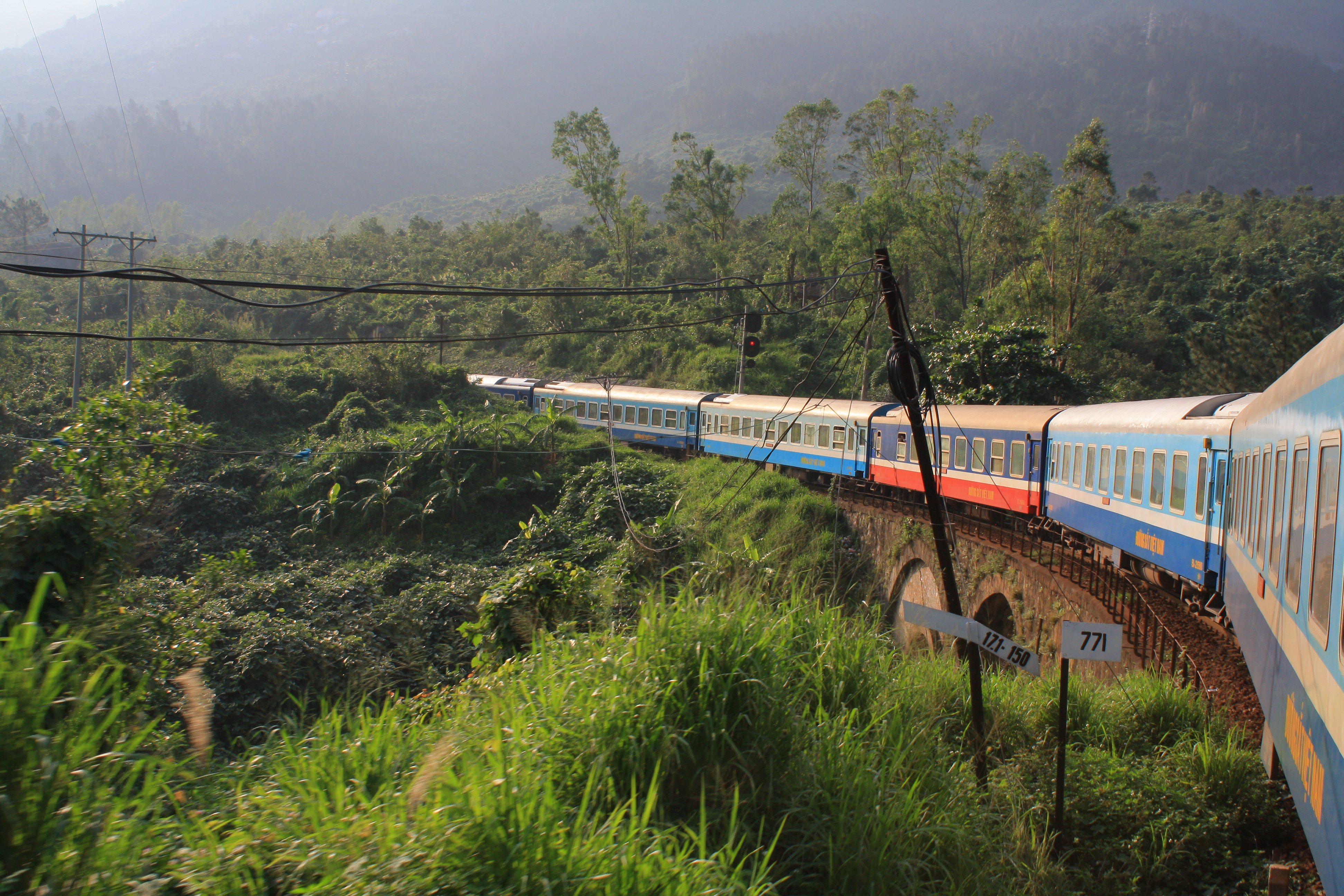
Linjen mellan Hanoi och Ho Chi Minh-staden
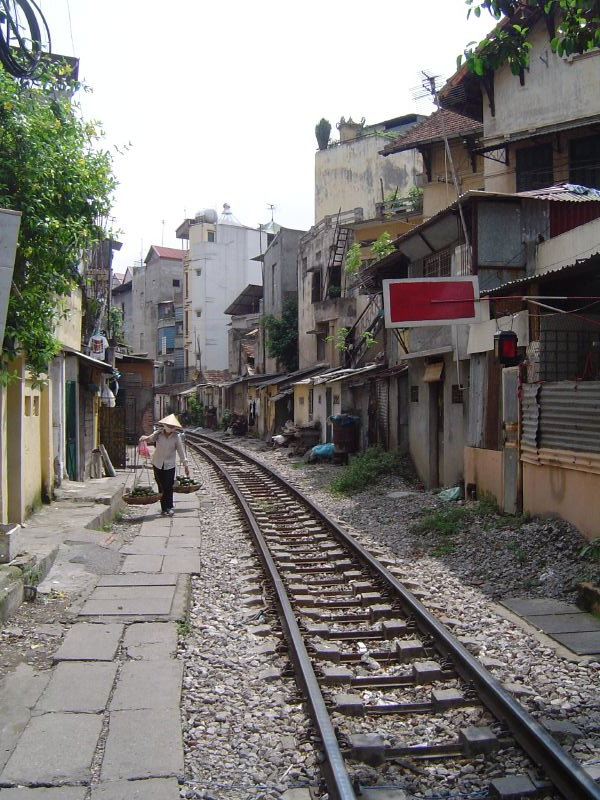
En smalspårig sträcka i Hanoi
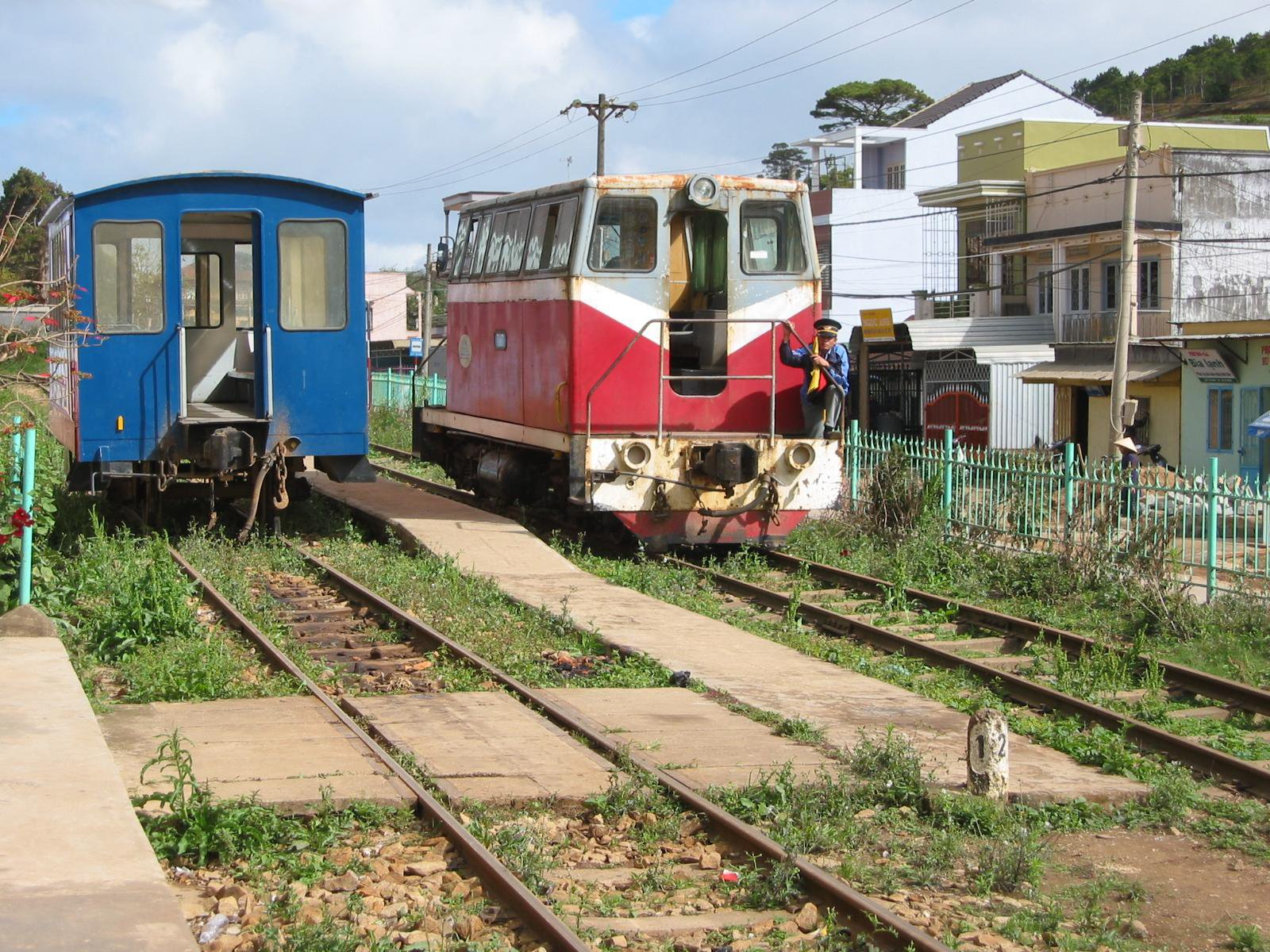
Två lok på stationen Trại Mát